# 清滝寺 (土浦市)
清滝寺（きよたきじ）は、茨城県土浦市小野にある真言宗豊山派の寺院。山号は南明山。院号は慈眼院。本尊は聖観世音菩薩。坂東三十三観音の第26番札所であり、清滝観音とも称される。
本尊真言：おん あろりきゃ そわか
ご詠歌：わが心今より後はにごらじな 清滝寺へ詣る身なれば

## 由緒
寺伝によれば、607年（推古天皇15年）に聖徳太子作の聖観音を竜ヶ峰（この寺の背後の山）に安置したのが始まりと伝えられる。大同年間（806年 - 810年）に徳一上人によって山の中腹に移され、後に現在地に観音堂が建てられた。江戸時代には江戸幕府から朱印状を得ていたが、1969年（昭和44年）、不審火により本堂が焼失。天保年間（1830年 - 1844年）に建てられた山門が残されている。

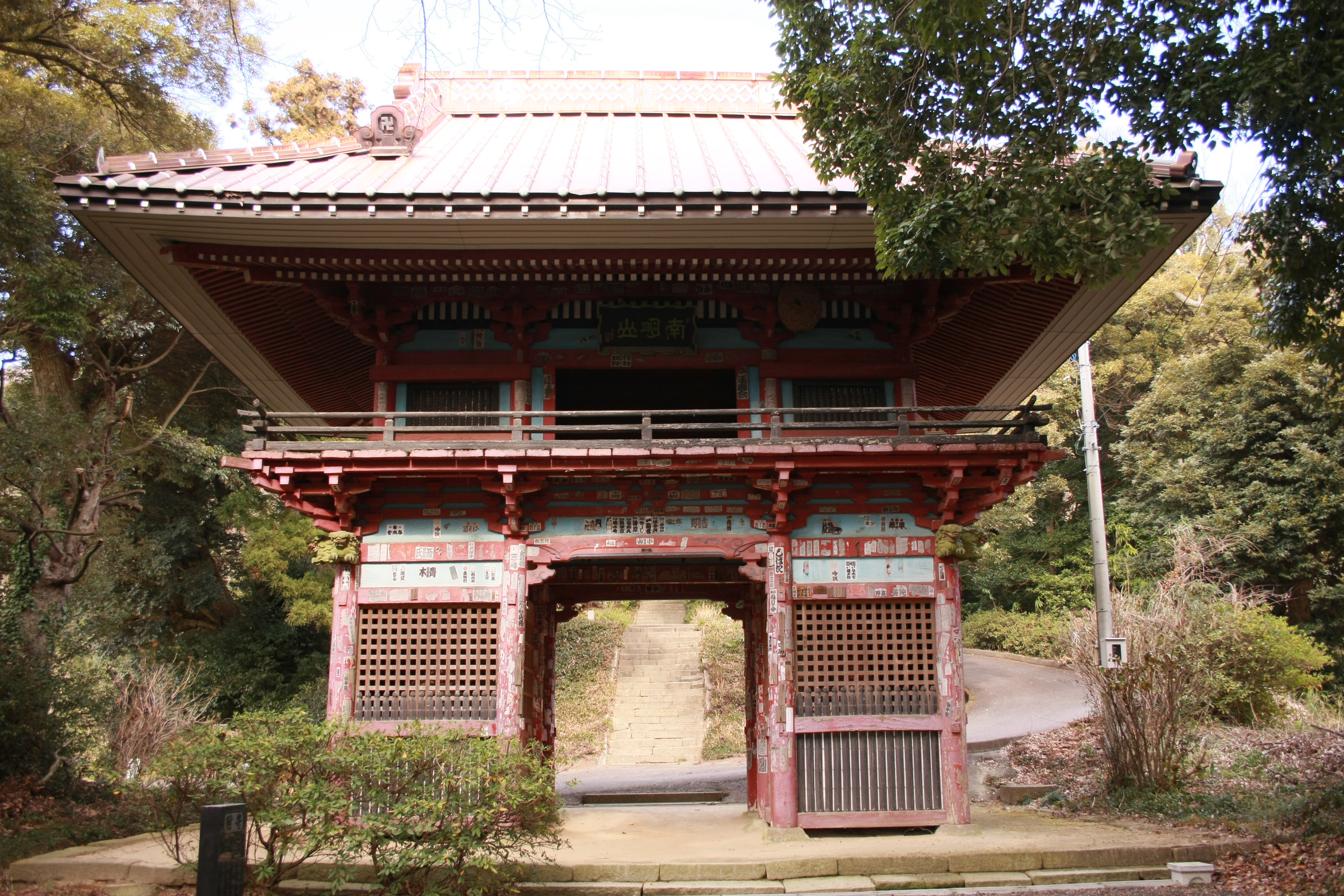
山門（仁王門）

## 前後の札所
坂東三十三観音
25 大御堂 (つくば市) - 26 清滝寺 - 27 円福寺 (銚子市)